# Gotra acutilineata
Gotra acutilineata là một loài tò vò trong họ Ichneumonidae.